# Savigny (Manche)
Savigny ist eine französische Gemeinde mit 433 Einwohnern (Stand 1. Januar 2022) im Département Manche in der Region Normandie. Sie gehört zum Kanton Quettreville-sur-Sienne im Arrondissement Coutances.

## Geographie
Savigny liegt 11 Kilometer östlich von Coutances in der normannischen Bocage, einer mit einer großen Anzahl an Hecken als Begrenzung landwirtschaftlicher Felder durchzogenen Landschaft. Nachbargemeinden sind Le Lorey im Nordosten, Cametours im Osten, Montpinchon im Süden, Ouville im Südwesten, Belval im Westen und Camprond im Nordwesten.
Die Départementsstraße D972 und die Bahnstrecke Lison–Lamballe, die Coutances mit Saint-Lô verbinden, verlaufen an der nördlichen Grenze des Gemeindegebietes.

## Bevölkerungsentwicklung
| Jahr      | 1962 | 1968 | 1975 | 1982 | 1990 | 1999 | 2011 | 2018 |
| Einwohner | 392  | 410  | 364  | 344  | 323  | 334  | 432  | 448  |

## Kultur und Sehenswürdigkeiten
- Kirche Notre-Dame aus dem 11. Jahrhundert mit Fresken aus dem 14. Jahrhundert. Das Gebäude ist seit 1970 als Monument historique (‚historisches Monument‘) klassifiziert.[1]

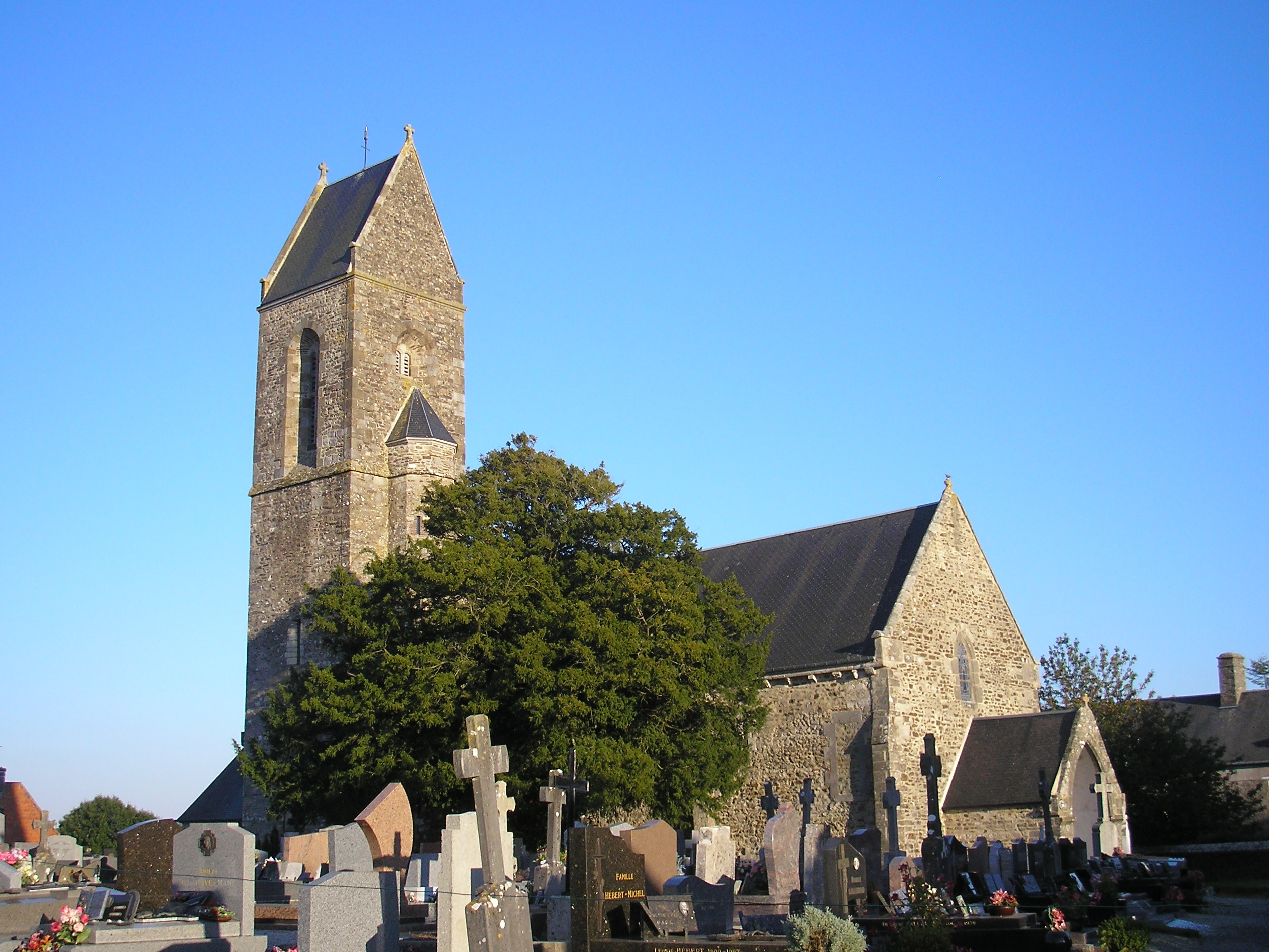
Kirche Notre-Dame
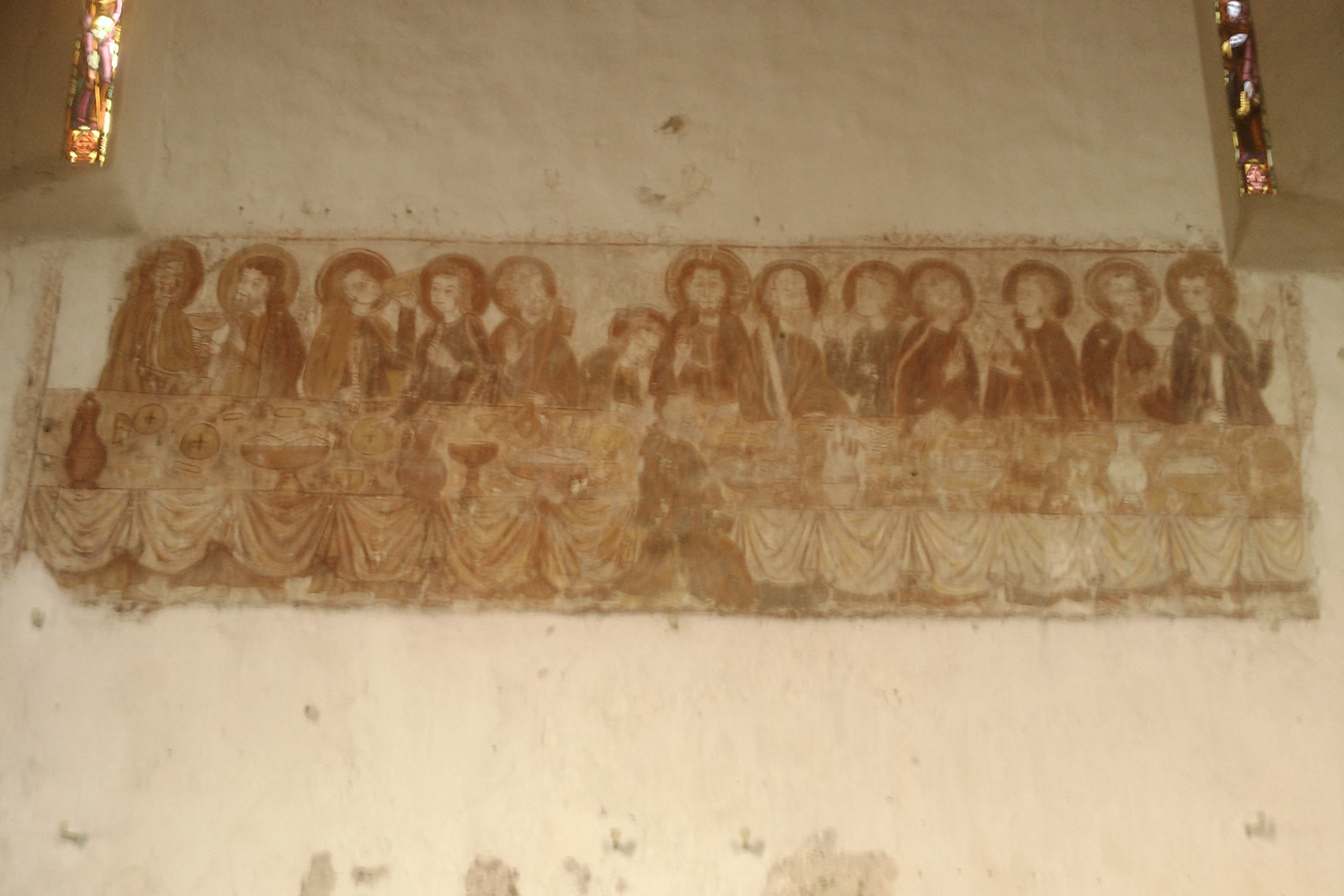
Fresko des Abendmahls (14. Jahrhundert)

## Persönlichkeiten
- Jean Michel de Vesly (1535–1600), Kartäuser, Übersetzer und Mystischer Autor